# Karavostasi
Karavostasi es una localidad se encuentra sobre la costa noroeste de Chipre en el área controlada por la autoproclamada República Turca del Norte de Chipre, comprendiendo también a la vecina aldea de Xeros. También es conocida por la denominación turca de Gemikonağı.
Se encuentra a dieciocho kilómetros al suroeste de la ciudad de Morfou / Güzelyurt y dos kilómetros y medio al noroeste de Lefka / Lefke.
Xeros, que significa "seco" en griego, por lo general se utiliza para toda la zona, incluyendo el puerto de Karavostasi, que traducido del griego es "un anclaje para los barcos de vela." Los turco-chipriotas adoptaron el nombre alternativo Gemikonağı en 1959, que también significa "un anclaje para los barcos de vela."

## Contexto geográfico e histórico
Más al oeste, sobre la ruta costera que proviene de Xeros (Denizli), se encuentra la villa de Limnitis (Yeşilırmak), lugar en que se hallan playas con restaurantes donde los habitantes de alrededores y las fuerzas de Naciones Unidas practican deportes acuáticos. Limnitis es la única de las seis villas al oeste de Vuoni que sobrevivió a las luchas intercomunales.
Inmediatamente al este de Karavostasi está Xeros (Denizli) y más al este Pentageia (Yeşilyurt), donde la CMC construyó un hospital en 1924.
En los años 20, un centro de procesamiento y exportación de cobre comenzó a operar en Xeros, perteneciente a la empresa Cyprus Mines Corporation (CMC), situación abandonada en 1974. La empresa operaba una mina en el cerro de Foucasa (Skouriotissa) desde 1916 y en el cerro de Karadağ desde 1926, al sudoeste de Lefka. En 1921, se inicia la exportación del mineral de cobre desde el puerto desde Karavostasi (Gemikonağı). En 1926, se inicia la construcción de otro puerto en Xeros.
Previo al arribo de la CMC al área en la década de 1910´, no había muchas personas viviendo en el pueblo. Un aumento muy significativo de la población se registró por primera vez en 1931 (305) y luego en 1946 (1720, 277 Turcochipriotas).

## Detalles de las instalaciones en Xeros / Karavostasi a fin de la década de 1950
| Instalación                       | Coordenadas                                          |
| --------------------------------- | ---------------------------------------------------- |
| Planta de procesamiento de la CMC | 35°08′19.85″N 32°50′20.56″E / 35.1388472, 32.8390444 |
| Casas de la CMC                   | 35°08′14.97″N 32°50′13.77″E / 35.1374917, 32.8371583 |
| Casas de la CMC                   | 35°07′56.31″N 32°49′59.32″E / 35.1323083, 32.8331444 |
| Aberdeen Camp                     | 35°08′6.10″N 32°50′12.80″E / 35.1350278, 32.8368889  |
| Embarcadero de minerales          | 35°08′36.43″N 32°50′12.73″E / 35.1434528, 32.8368694 |
| Embarcadero de minerales          | 35°09′0.72″N 32°48′58.64″E / 35.1502000, 32.8162889  |

## Instalaciones Militares
La localidad de Xeros fue sede del Aberdeen Camp del Ejército Británico  en los 50. En 1955, el 1.er Batallón Gordon Highlander construyó un campamento en la zona boscosa alrededor del complejo de viviendas de la Cyprus Mines Corporation (CMC). En el otoño de 1955, este batallón que estaba estacionado en el Reino Unido recibió la orden de desplazamiento llegando a Chipre en octubre.
Las compañías A y B se basaron en torno Xeros, donde se constituyó el Aberdeen Camp. Las compañías 'D' ' C' y fueron enviadas a las montañas de Troodos. Los dos objetivos principales del Gordon fueron mejorar la seguridad y obtener información. Patrullas costeras y de caminos se llevaron a cabo. Se establecieron controles de carretera; vigilancia con destacamentos de policía y registros de casa por casa, a menudo, a gran escala.
Con el arribo de UNFICYP, ocupó parte de la CMC el Viking Camp, por parte de DANCON. A partir de 1993 lo hizo el ARGCON.

## Puerto de Karavostasi
El “Puerto de Gemikonağı ” o “Puerto de Karavostasi” se encuentra sobre la Bahía de Morphou, en el lado norte de la isla de Chipre.
Hasta la década de 1930, antes que las minas de Lefka comenzaran a operar, el puerto era mayormente usado para la exportación de citrus a los mercados europeos y del Medio Oriente. Posteriormente, fue transformado en un importante centro de exportación del cobre que extraía la Cyprus Mines Corporation. De acuerdo al historiador turcochipriota, Nazim Beratli, la historia del puerto se retrotrae a tiempos muy antiguos.
La zona está bajo control de facto de la República Turca del Norte de Chipre (RTNC). Ambos embarcaderos de minerales están inoperables existiendo un puerto en Potamos tou Kambou (Yedidalga) para naves menores. Los puertos de la RTNC no están registradas en la Organización Marítima Internacional (OMI).

## Desplazamiento de la población
En 1960 su población era de 1.111 grecochipriotas y 333 turcochipriotas.
Los habitantes turcos de Karavostasi / Gemikonağı se desplazaron fuera de la localidad a finales de 1963 y principios de 1964 (en 1973 ningún turcochipriota quedaba). La primera evacuación de la región de Lefka tuvo lugar en Karavostasi y Xeros a finales de diciembre de 1963. Irregulares grecochipriotas obligaron a un determinado número de turcochipriotas a abandonar Karavostasi a punta de pistola. Es probable que este acoso haya sido en represalia por la evacuación de cientos de grecochipriotas de Lefka / Lefke y Ambelikou / Bağlıköy en 1958, durante la campaña de la EOKA. Sin embargo, muchos más abandonaron la aldea siguiendo las tensiones de enero de 1964. Este segundo movimiento de refugiados fue principalmente hacia Lefka / Lefke y a los pueblos cercanos de Angolemi / Taspinar, Elia / Doganci, Ambelikou / Bağlıköy y Kazivera / Gaziveran. Algunos, incluso, fueron tan lejos como Kampyli / Hisarkoy.

## Población actual
Los turcochipriotas de Karavostasi regresaron a la localidad cuando esta fue ocupada por tropas turcas en agosto de 1974. Entonces, los grecochipriotas emigraron hacia el territorio controlado por el gobierno. Desde la creación de la Universidad Europea de Lefka, también arribaron muchos estudiantes a Karavostasi.
El número de pobladores en el año 2006 es de 1498 personas. En el 2011 pasó a ser de 2075.

## Antiguo ferrocarril
La Cyprus Mines Corporation operó dos ramales de ferrocarriles mineros de trocha 2’6”, que debieron dejar de funcionar por el cierre de la empresa con motivo de la lucha de 1974.
Uno de los ramales nacía en Skouriotissa que, luego de un corto trecho, empalmaba con el ramal Evrychou – Xeros – Morfou de la Cyprus Government Railway, ramal que continuó operando cuando el CGR cerró el trayecto. El otro era un ramal propio desde las minas de Mavrouoni / Karadağ hasta la playa de maniobras y embarcadero en Xeros.
En ese último lugar, en la planicie de Xeros sobre el lado sur de la ruta principal y contigua al campo de UNFICYP actualmente ocupado por tropas argentinas, se encuentra con una gran cantidad de chatarra, incluyendo vagones y locomotoras diésel del otrora ramal minero.